# Albert Kahn (architecte)
Ne doit pas être confondu avec Louis Kahn (architecte).
Pour les articles homonymes, voir Kahn et Albert Kahn.
Albert Kahn (21 mars 1869, Rhaunen, Rhénanie-Palatinat - 8 décembre 1942, Détroit) est l'architecte industriel américain le plus important de son époque, il est parfois surnommé l’architecte de Détroit – il n'a aucun lien de parenté avec l'architecte américain Louis Kahn.

## Biographie et carrière

### Jeunesse
Né en Allemagne, il immigre aux États-Unis avec sa famille en 1880. Adolescent, il travaille pour la firme Mason & Rice (entre 1885 et 1895). En 1891, gagnant d'une bourse attribuée par l’American Architect and Building News, il part faire le tour de l'Europe où il rencontre Henry Bacon.
Il fonde sa propre entreprise, l'Albert Kahn Associates (1903), dont le succès est fondé sur la polyvalence (elle emploie à la fois des architectes et des ingénieurs) et sur l’organisation scientifique du travail, qui permettent de répondre à toutes les demandes. Albert Kahn est le promoteur d’un matériau nouveau : le béton armé, développé et testé par son frère Julius, ingénieur.
Sa collaboration avec Ford et l’industrie automobile lui assure une renommée mondiale. Elle ne doit cependant pas faire oublier ses nombreuses et talentueuses contributions à l’architecture civile.

### Industrie américaine

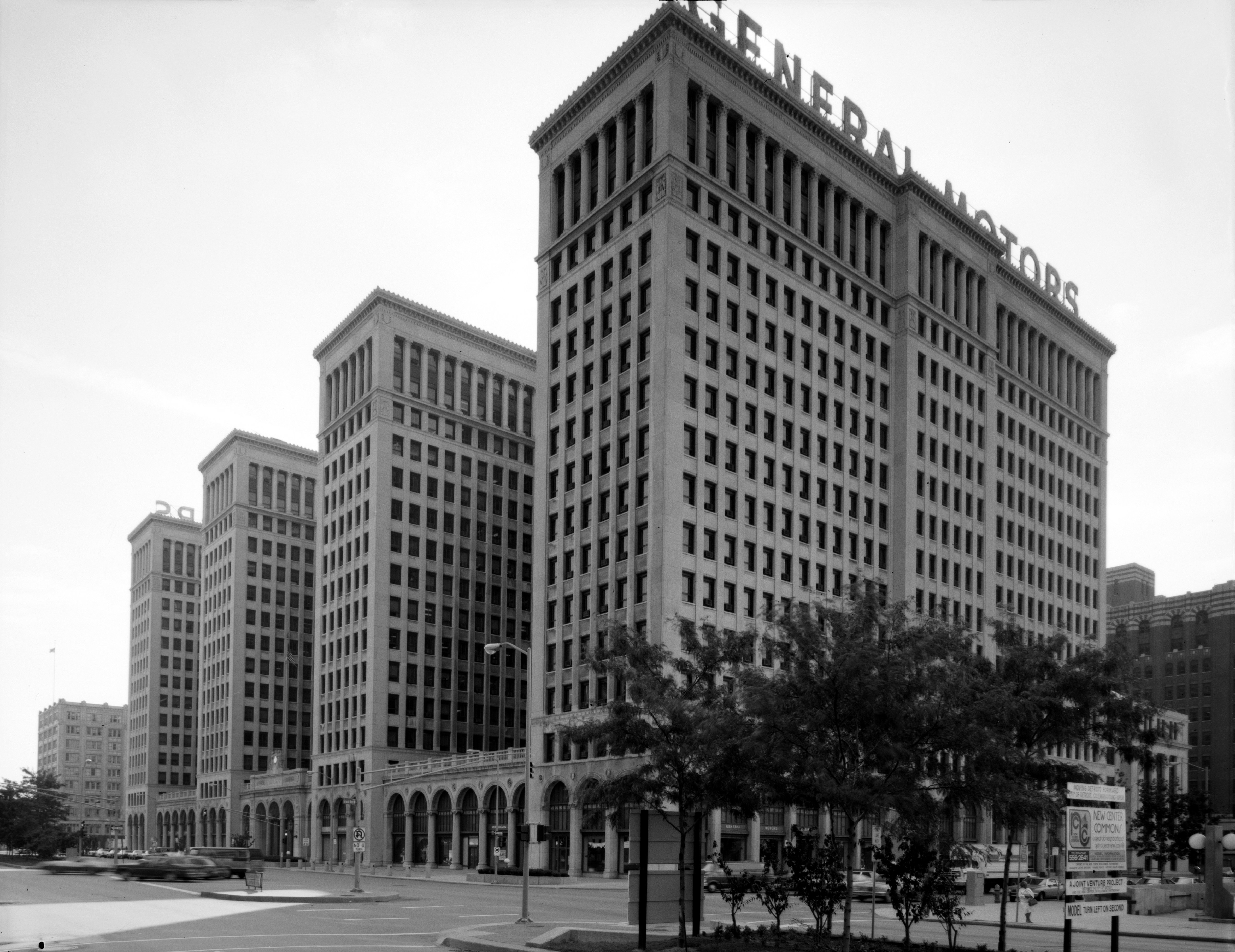
Le General Motors Building d'Albert Kahn (actuellement Cadillac Place, 3044 West Grand Boulevard, Détroit.

Au contraire de ses contemporains, Albert Kahn ne considère pas le dessin d'usine comme un travail subalterne. En 1905, Henry B. Joy, président de Packard, commande à Kahn sa première usine. Il utilise pour sa construction le système de béton armé breveté par son frère. Parmi les visiteurs de l'usine, qui connaît un succès immédiat, un certain Henry Ford, qui propose à l'architecte de travailler pour lui. Le « Crystal Palace » (Highland Park Plant, 1908) livré par Kahn devient une icône de l'entreprise, de l'industrie automobile et des États-Unis dans le monde entier. Parmi le millier de projets dessinés pour Ford, on trouve l'usine de River Rouge à Dearborn (Michigan, 1917) et des usines de montage sur quatre continents (Brésil, Suède, France, Chine, Japon, Australie).
Cette collaboration ouvre à Albert Kahn les portes de toute l'industrie automobile : l’Albert Kahn Associates travaille notamment pour General Motors (150 projets), Chrysler et Packard.
Albert Kahn participe également à l’effort de guerre réclamé par Franklin Delano Roosevelt en faveur des ennemis de l’Axe (Arsenal of Democracy) et livre des usines et des bases militaires dans tous les États-Unis : Chrysler Tank Arsenal (Détroit, 1941), Willow Run Bomber Plant (Ypsilanti, Michigan, 1941), l'usine de moteurs d'avions Dodge-Chicago ou Kaneohe Bay (Hawaï, 1939-1942).

### Exportation en URSS
Impressionné par la réussite et les méthodes de Ford, le gouvernement soviétique commande à Albert Kahn une usine de tracteurs pour Stalingrad en 1929. Entre 1930 et 1932, un contrat entre l'Albert Kahn Associates et l'Amtorg Trading Corporation (qui représente les entreprises russes aux États-Unis) fait de Kahn l’architecte conseil de l’Union soviétique. Il construit 531 usines sur le sol de l'URSS, à Kharkov, Moscou (automobiles), Kramatorsk (aéronautique) et Tcheliabinsk (tracteurs), Stalingrad (tracteurs) et Magnitogorsk (acier). La rapidité de construction (6 mois pour Stalingrad) et les dimensions de ces usines (près de 284 000 m² pour Tchéliabinsk) emportent l’admiration des ingénieurs russes.

### Détroit
À Détroit, Albert Kahn travaille aussi bien pour des institutions ou des entreprises que pour des particuliers.
La caractéristique majeure de l’œuvre de Kahn à Détroit est son éclectisme, qui prouve sa parfaite maîtrise de l’architecture européenne. Il réalise ainsi des projets dans tous les styles : Renaissance pour le Détroit Athletic Club (1915), Tudor pour la Cranbrook House (1907), néo-classique pour le Temple Beth El (1903) ou encore Art-déco pour le Détroit Free Press Building (1925). Ses immeubles commerciaux sont des symboles de l’industrie reine de Détroit, surnommée « Motor City » : le General Motors Building (1922), dont chaque bureau est éclairé par la lumière naturelle, ou le Fisher Building (1927), gratte-ciel Art déco de 28 étages au décor somptueux abritant un théâtre, commandé par les sept frères Fisher sans limite de budget. Il réalisa aussi en 1930 le First National Building à Détroit.

### Université du Michigan

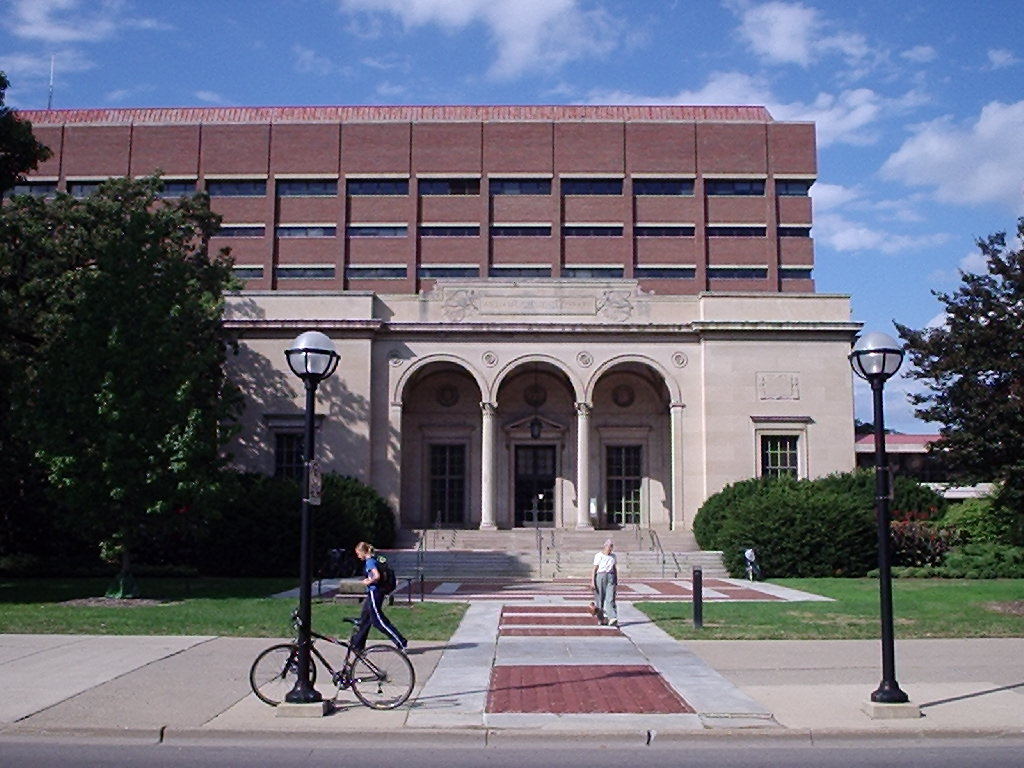
La Clements Library sur le campus de l'Université du Michigan.

Entre 1903 et 1938, Kahn dessine également 23 bâtiments (originaux ou extensions) pour le campus de l'Université du Michigan (Ann Arbor) en pleine expansion. Il rompt avec l’architecture néogothique traditionnelle sur les campus américains et met à profit les innovations techniques de ses constructions industrielles pour améliorer les conditions de vie et de travail des étudiants. Cette influence est particulièrement sensible dans la structure du Literary Building (1922). Albert Kahn conçoit entre autres l’Engineering Building (1903) le Hill Auditorium (1913), le Natural Science Building (1917), l'University of Michigan Library (1919) ou la Burton Memorial Tower (1937). La Clements Library (1922) est construite sur le modèle du Casino Vignola de la villa Farnèse, dans le style Renaissance. Entre tous ses projets, ce bâtiment passe pour être son favori.